# 집현원
집현원(集賢院) 또는 집현서원(集賢書院), 집현전서원(集賢殿書院)은 중국의 옛 서적을 수집하던 기관이다.
집현원은 한나라, 수나라, 당나라 이래 천록각(天祿閣), 문덕전(文德殿), 문림관(文林館), 인지전(麟趾殿), 관문전(觀文殿)이라는 이름으로 내려왔다. 725년(당나라 개원 13년) 4월에 여정전(麗正殿)이 집현원으로 개편되면서 학사(學士), 직학사(直學士), 시강학사(侍講學士) 등 18명이 상주했다. 이로서 집현원은 당나라 최대의 도서 수집 기관이 되었고 아울러 서적 집필, 시독의 기능도 겸하였다.
북송 시대에는 "삼관"(三館)이라고 부르던 사관(史館), 소문관(昭文館), 집현서원(集賢書院)이 통합하면서 숭문원(崇文院)이라는 명칭을 사용했다. 988년(북송 단공 원년)에는 북송 태종 황제가 숭문원에 비각(秘閣)을 설립하고 선본(善本)을 받았다. 원나라 시대에는 숭문원에 보관되어 있던 그림과 서적이 비서감(秘書監)에 귀속되었다. 집현원은 여전히 2품에 속해 있었지만 궁중 문인들의 활동 중심지는 아니었다.
명나라와 청나라 시대에는 집현원(集賢院)이라는 이름만 있었을 뿐 청나라 중반 이후에는 미만종(米萬鍾)이 머물렀던 작원(勺園) 터가 집현원으로 바뀌었다. 1860년(청나라 함풍 10년) 10월에 영국-프랑스 연합군이 원명원을 점령하기 이전에 집현원은 한때 영국-프랑스 연합군 포로를 구금하던 곳이었으나 원명원과 함께 불에 타버렸다.